# Radoševac (Babušnica)
Radoševac (cirill betűkkel Радошевац) egy falu Szerbiában, a Piroti körzetben, a Babušnicai községben.

## Népesség
- 1948-ban 481 lakosa volt.
- 1953-ban 505 lakosa volt.
- 1961-ben 450 lakosa volt.
- 1971-ben 405 lakosa volt.
- 1981-ben 348 lakosa volt.
- 1991-ben 263 lakosa volt
- 2002-ben 222 lakosa volt,[1] akik közül 221 szerb (99,54%) és 1 ismeretlen.[2]